# أماندا يوربان
أماندا يوربان (بالإنجليزية: Amanda Urban)‏ هي وكيلة أدبية أمريكية، ولدت في 30 أكتوبر 1946.